# Parroquia de Santa María Magdalena (Huixquilucan)
La Parroquia de Santa María Magdalena es un templo católico que rinde culto a Santa María Magdalena y está situado en la localidad de La Magdalena Chichicaspa en Huixquilucan, Estado de México.Estes es un municipio muy bello 

## Reseña histórica
Según versiones contadas como "Leyendas" se explica que la parroquia de la vecina población de San Cristóbal Texcalucan
y la de esta población fueron construidas ambas en el siglo XIX por todos los pobladores. El primer templo que fue construido fue La Parroquia de San Crstóbal Mártir, según un convenio se construiría primero el templo mencionado.

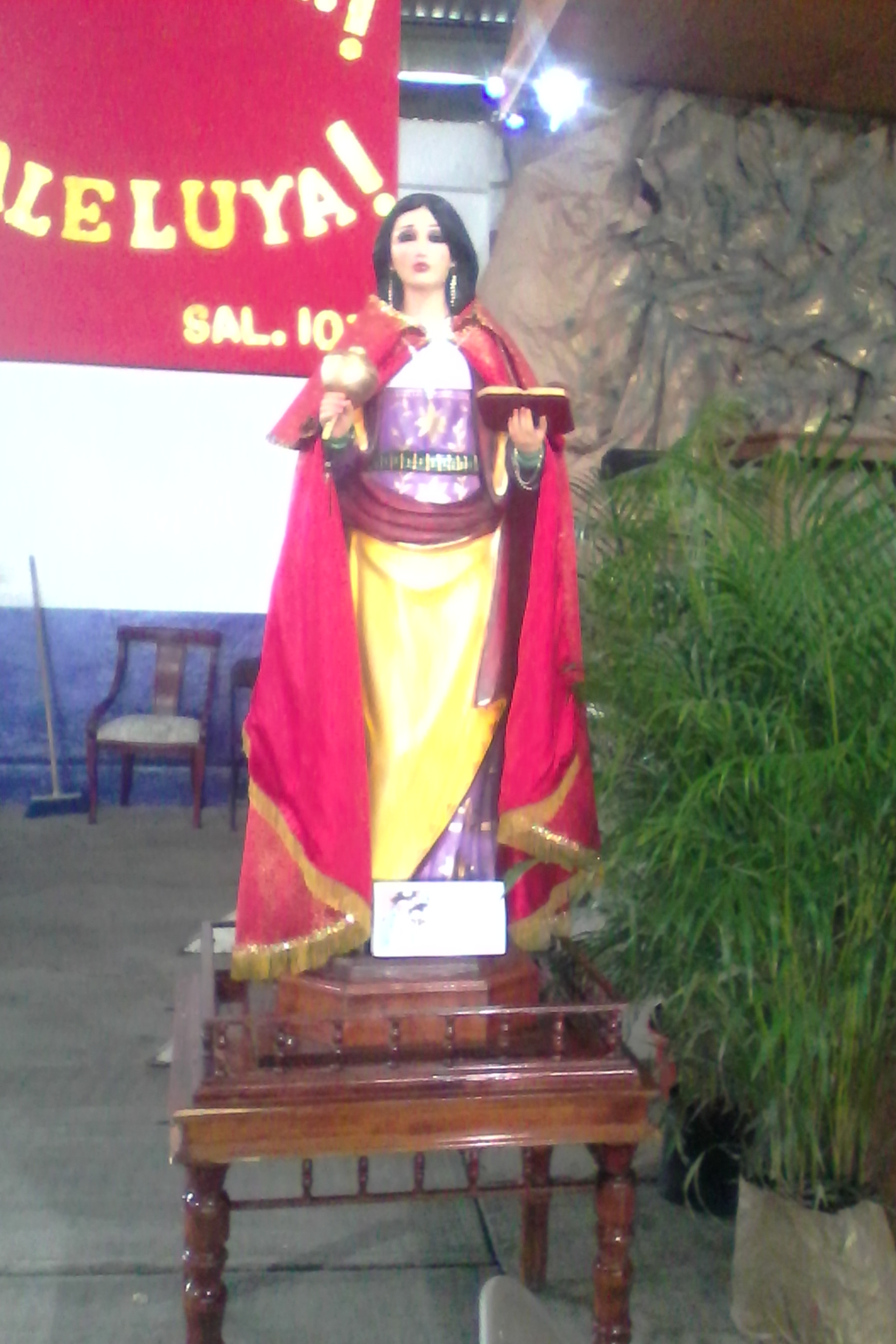
Santa María Magdalena Atributo De La Parroquia

Otra versión dice que varios habitantes cooperaron su ayuda y construyeron el templo. El miércoles 5 de julio de 1978 se realizó la Erección Canónica de la Iglesia de Santa María Magdalena a cargo del Mons.Felipe de Jesús Cueto González convirtiéndola desde ese día en Parroquia, también se realizó simultáneamente la inauguración de su decorado.